# Cynthia Olavarría
Cynthia Olavarría (née Cynthia Enid Olavarría Rivera le 28 janvier 1982, à Santurce, San Juan, Porto Rico), est une actrice, mannequin et animatrice de télévision portoricaine, célèbre pour avoir représenté Porto Rico au concours de Miss Univers 2005.

## Biographie

### Premières années
Cynthia Olavarría est née à Santurce, près de San Juan (Porto Rico). Elle participe à des concours de beauté et entre dans le monde du mannequinat depuis son adolescence. À l'âge de 11 ans elle gagne son premier concours de beauté, "Miss Reine des enfants" et devient l'animatrice du célèbre jeu portoricain Contra el Reloj Con Pacheco.

### Études
Cynthia Olavarria fréquente le collège La Piedad sur Isla Verde (Porto Rico), où elle participe à plusieurs associations scolaires y compris la National Honor Society et le Conseil des étudiantes.
Ensuite elle s'inscrit à l'université de Porto Rico, Recinto de Río Piedras et réussit à mener en parallèle ses études et une carrière de mannequin.
Elle obtient une licence en communication sociale avec les félicitations, avec la spécialité en relations publiques.

## Mannequinat
À l'âge de 16 ans, elle commence en tant que mannequin dans le concours Elite Model Look de Porto Rico, où elle obtient la troisième place. Cela lui sert de tremplin pour lancer sa carrière. Elle réussit à faire plus de 20 couvertures de revues et de publications en Indonésie, République dominicaine, Miami, New York, et Porto Rico.
Elle reçoit de nombreuses récompenses pour sa carrière, y compris deux récompenses « Meilleur mannequin féminin » et la reconnaissance comme Top Model de Porto Rico. Elle reçoit aussi le "Premio Internacional Embajador Modelo" dans la Semaine de la Mode latine à Chicago en 2007 et le "Modelo del Año" aux Latin Pride National Awards.
Parmi les concours de beauté, elle a participé à Miss Porto Rico 2003 où elle a été première finaliste, puis deux années plus tard à Miss Porto Rico Univers qu'elle a gagné et à Miss Porto Rico 2005 où elle a fini première finaliste.
Elle a aussi présenté les Premios Juventud, Lo Nuestro, et les prix Billboard de musique latine.

## Filmographie

### Films
- 2016 : Loki 7 : Candy

### Telenovelas
- 2007 : Mi adorada Malena : Malena Ferreira (Protagoniste principale)[1]
- 2010-2011 : Alguien te mira : Lucy Saldaña
- 2011 : Mi corazón insiste : Sofía Palacios
- 2012-2013 : El rostro de la venganza : Diana Mercader
- 2014 : Secreteando : Silvia
- 2014-2015 : Tierra de reyes : Isadora Valverde

### Émissions télévisées
- 2005 : Miss Univers 2005 : elle-même / Miss Puerto Rico (Première finaliste) || Concurrente
- 2005 : Don Francisco Presenta : Invitée spéciale
- 2007-2009 : Nuestra Belleza Latina : Juré
- 2013 : Top Chef: Estrellas : invitée[2]